# 種をまく人 (映画)
『種をまく人』（たねをまくひと）は、フィンセント・ファン・ゴッホの人生を元にして作られた2019年公開の日本映画。監督・竹内洋介による長編自主映画。主演は岸建太朗、竹中涼乃、足立智充、中島亜梨沙。
2016年11月に開催された第57回テッサロニキ国際映画祭で最優秀監督賞（ブロンズアレクサンダー賞）と最優秀主演女優賞（竹中涼乃）のW受賞。
日本人の最優秀主演女優賞受賞は2人目で竹中涼乃の11歳での受賞は歴代最年少。日本人の最優秀監督賞受賞は1992年の『死んでもいい』（監督：石井隆）、1995年『おかえり』（監督：篠崎誠）に続いて3人目。
2017年5月に開催された第33回ロサンゼルス・アジアン・パシフィック映画祭ではグランプリを含めた4冠を受賞した。

## 映画祭
- 第57回 テッサロニキ国際映画祭コンペティション部門

最優秀監督賞／最優秀主演女優賞（竹中涼乃）
- 第27回 ストックホルム国際映画祭ディスカバリー部門
- 第35回 ファジル国際映画祭パノラマコンペティション部門
- 第33回 ロサンゼルス・アジアン・パシフィック映画祭コンペティション部門

グランプリ／最優秀脚本賞／最優秀主演男優賞（岸建太朗）／ベストヤングタレント賞（竹中涼乃）
- 第17回 フランクフルト・ニッポン・コネクション映画祭
- 第12回 オランダ・カメラ・ジャパン映画祭
- 第13回 大阪アジアン映画祭

## キャスト
- 高梨光雄 - 岸建太朗
- 高梨裕太 - 足立智充
- 高梨葉子 - 中島亜梨沙
- 高梨知恵 - 竹中涼乃
- 高梨一希 - 竹内一花
- 岸カヲル
- 杉浦千鶴子
- 鈴木宏侑
- 原扶貴子
- 高谷基史
- 篠原哲雄

## スタッフ
- 監督・脚本・編集：竹内洋介
- プロデューサー：竹内洋介
- ラインプロデューサー：岸建太朗
- 撮影監督：岸建太朗
- 撮影：末松祐紀
- 撮影助手：高嶋正人
- 照明：末松祐紀
- 録音：落合諒磨、南川淳
- 整音：落合諒磨
- キャスティング：森ゆかり（M3%Co. 代表）
- 助監督・制作担当：島田雄史
- 制作進行：植地美鳩、松比良建太
- 宣伝ディレクター：松沢直樹

## 関連情報
- 「ゴッホ展」 -上野の森美術館 開催期間　2019年10月11日(金)～2020年1月13日(月)
- 映画『ゴッホ〜最期の手紙〜』
- 映画『永遠の門　ゴッホの見た未来』 公開 2019年11月8日(金)～新宿ピカデリー他 全国ロードショー
- 映画『ゴッホとヘレーネの森 クレラー・ミュラー美術館の至宝』
- 「ゴッホがみつめた「ミレー展」　山梨県立美術館 開催期間 2019年9月25日(水)～12月8日(日)
- 大塚国際美術館